# جبل النحلي
جبل النَحْلِي هو جبل يقع بشمال شرقي الجمهورية التونسية، شمال مدينة أريانة، ويتميز بمُناخٍ معتدل وهو شديد الرطوبة.

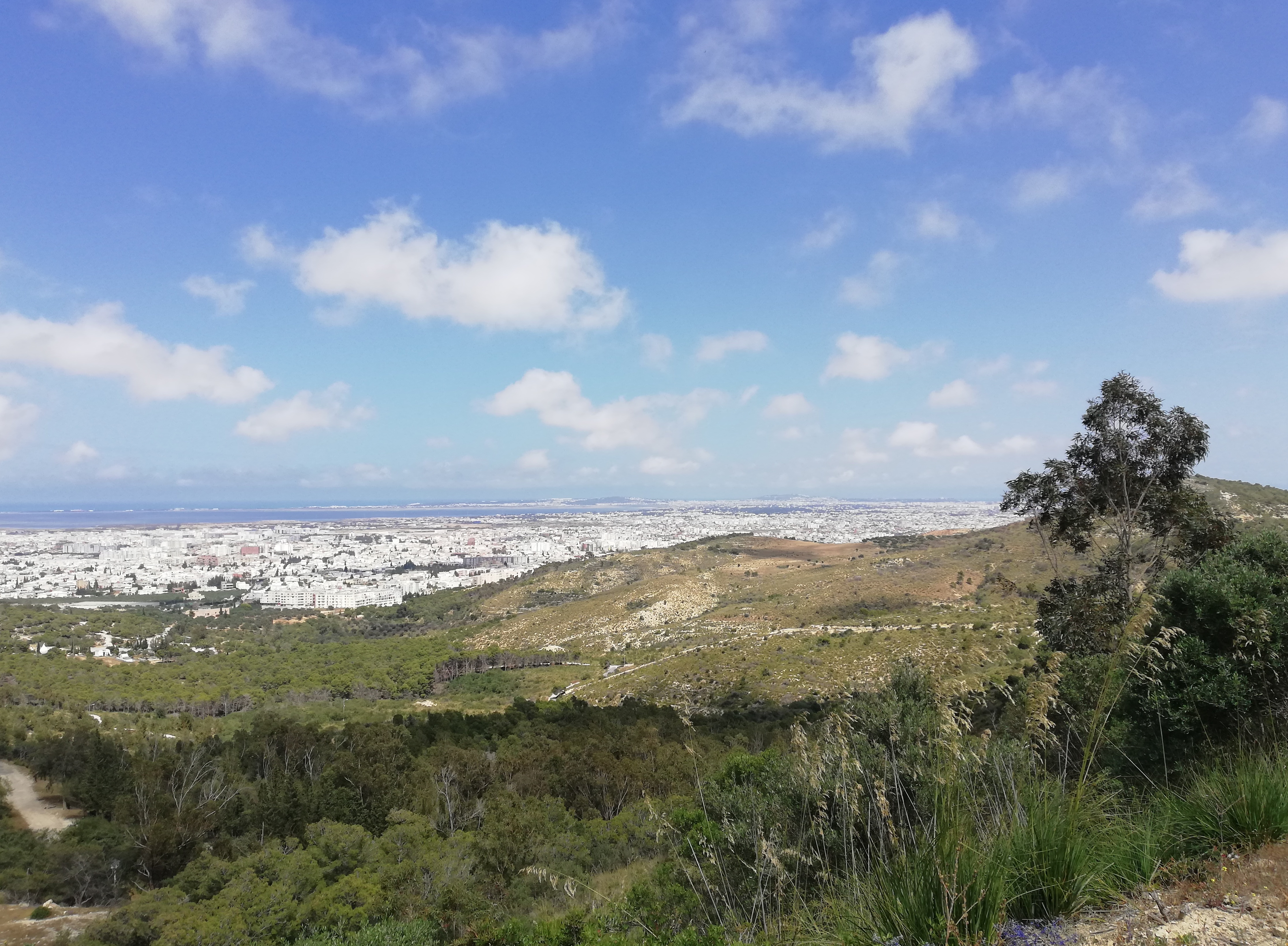
مدينة تونس العاصمة كما تبدو من الجبل
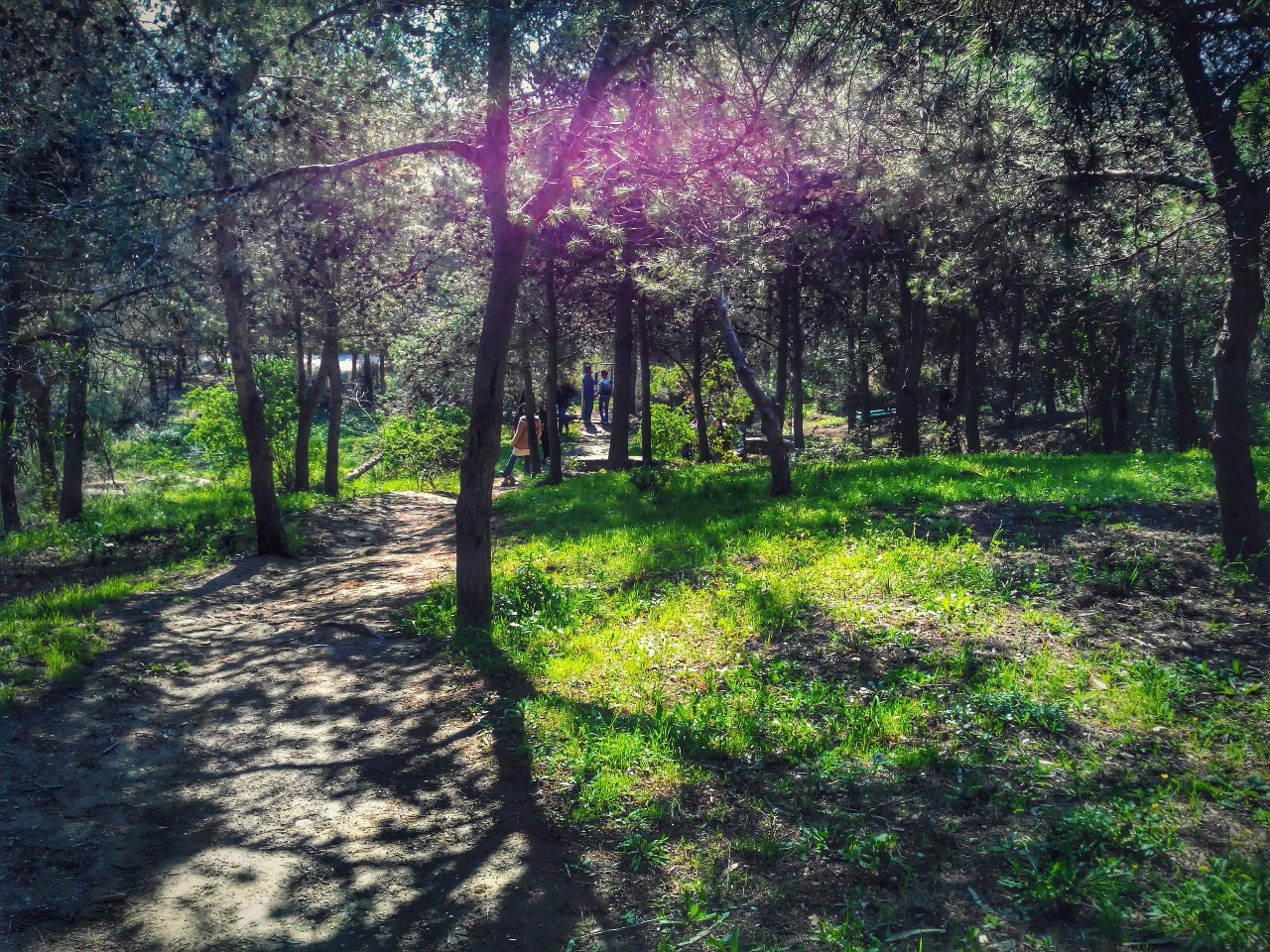
غابة في الجبل
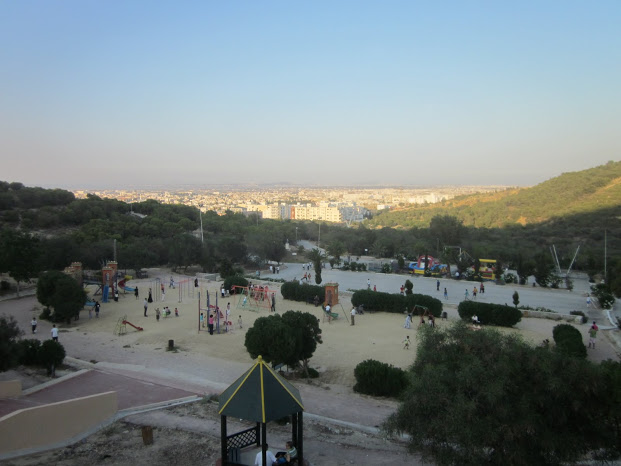
المنتزه